# Tuttosport
Tuttosport  est un quotidien sportif italien basé à Turin. Il appartient au groupe Sport Network.

## Historique
Le quotidien est créé comme bihebdomadaire le 3 avril 1945 par Renato Casalbore. Ce dernier meurt dans le désastre aérien de Superga (1949).
La périodicité passe à trois numéros par semaine en 1946 puis le titre devient quotidien à partir du 12 mars 1951.
Tuttosport possède quatre éditions (Turin, Milan, Gênes et Rome) afin de cibler les lecteurs de ces régions.

## Trophée Golden Boy
Depuis 2003, le journal italien organise le trophée Golden Boy : l'élection du meilleur joueur de football de moins de 21 ans évoluant en Europe. Ce trophée est considéré comme le Ballon d'or des espoirs du football,.
Tuttosport publie une liste de quarante joueurs de moins de 21 ans parmi lesquels 30 journalistes, de 20 pays européens différents, doivent établir une liste de cinq noms. Le premier obtient 10 points, le deuxième 7, le troisième 5, le quatrième 3 et le cinquième 1. Le joueur qui recueille le plus de points est élu Golden Boy.
Sont présents en plus du représentant de Tuttosport un journaliste des journaux français L'Équipe et France Football, britannique The Times, néerlandais De Telegraaf, espagnols As, Marca et El Mundo Deportivo, allemands Bild et Kicker Sportmagazin, portugais A Bola et Record, grec Ta Néa, russe Pressing Agency, croate Slobodna Dalmacija (en), ukrainien Sport-Express et roumain Gazeta Sporturilor entre autres.

## Trophée Golden Player
Depuis 2020, le journal italien organise le trophée Golden Player : l'élection du meilleur joueur de football de la saison évoluant en Europe.

### Palmarès

#### Golden Player
| Année | Vainqueur                          | Source |
| ----- | ---------------------------------- | ------ |
| 2020  | Robert Lewandowski (Bayern Munich) | [ 3 ]  |
| 2021  | Robert Lewandowski (Bayern Munich) | [ 4 ]  |
| 2022  | Karim Benzema (Real Madrid)        | [ 5 ]  |
| 2023  | Erling Haaland (Manchester City)   | [ 6 ]  |
| 2024  | Toni Kroos (Real Madrid)           | [ 7 ]  |

#### Golden Player Woman
Le prix a été créé en 2021, la première lauréate est la néerlandaise Lieke Martens.
| Année | Vainqueur                      |        |
| ----- | ------------------------------ | ------ |
| 2021  | Lieke Martens (FC Barcelone)   | [ 8 ]  |
| 2022  | Alexia Putellas (FC Barcelone) | [ 9 ]  |
| 2023  | Aitana Bonmatí (FC Barcelone)  | [ 10 ] |
| 2024  | Aitana Bonmatí (FC Barcelone)  | [ 11 ] |

## Autres prix
Depuis 2023, le magazine décerne d'autres récompenses individuelles destinés aux jeunes joueurs.

### Palmarès

#### Best Italian Player Under 21 Award
Le prix du meilleur joueur italien de moins de 21 ans est décerné au meilleur joueur de football italien de moins de 21 ans actif en Europe.
| 2023 | Giorgio Scalvini (Atalanta) | [ 10 ] |
| 2024 | Michael Kayode (Fiorentina) | [ 12 ] |

#### The Youngest Awards
Le prix du meilleur jeune est décerné au plus jeune joueur de football nommé dans l'histoire du Golden Boy.
| 2023 | Lamine Yamal (FC Barcelone) | [ 10 ] |